# De zieke hertog
Tom Poes en de zieke hertog of kortweg De zieke hertog is het tiende verhaal van de Bommelsaga, geschreven en getekend door Marten Toonder. De eerste aflevering van het verhaal verscheen op 11 maart 1942 en het liep tot 15 april van dat jaar in stroken in De Telegraaf. In 1957 verscheen het als ingekleurd ballonstripverhaal ook in het weekblad Revue. 
Het thema van het verhaal is een onbetrouwbare lijfarts.

## Samenvatting
Op Bommelstein dient de bediende Joost aan heer Bommel een bezoeker aan. Het is dokter Jodetum Kalicum die op weg is naar de zieke hertog van Sinopel maar die onderweg zelf ziek is geworden. Heer Bommel besluit de plaats van de dokter in te nemen en gaat samen met Tom Poes naar Sinopel om de hertog te genezen. Hij neemt Kalicums koffertje met pillen mee.
Onderweg worden ze overvallen, en bij aankomst blijken de genezende pillen, die bedoeld waren voor de hertog, te zijn verdwenen. Heer Bommel wordt als straf voor zijn vermeende leugens opgesloten en veroordeeld tot de schandpaal en daarna verbanning. Het blijkt dat vijf dokters al eerder hetzelfde lot ondergingen. De persoonlijke lijfarts van de hertog is dr. Oleum Sassafras, die de facto het land bestuurt nu de hertog dat niet kan. 
Uiteindelijk wordt Sassafras door Tom Poes ontmaskerd als de echte bedrieger. Hij is degene die steeds verhindert dat de hertog zijn genezende pillen krijgt, ook is hij dezelfde persoon als de overvaller. Dankzij de pillen geneest de hertog nu wel en de gevangenen worden vrijgelaten. Dr. Sassafras belandt vanwege het schenden van zijn ambtseed nu zelf in de gevangenis.
Een aantal dagen later is er een feestmaal vanwege het totale herstel van de hertog. Heer Bommel wordt benoemd tot ridder in de Orde van Sinopel. Bommel erkent dat Tom Poes het verhaal tot een goed einde heeft gebracht en benoemt hem tot ridder in de Orde van Bommelstein. De volgende dag gaan heer Bommel en Tom Poes tevreden naar huis in een rijtuigje dat heer Bommel heeft gekocht van een boer. Het rijtuigje voelt voor heer Bommel als de Oude Schicht.

## Achtergronden
In dit verhaal debuteerde de bediende Joost. In de eerste strip van dit verhaal wordt voor het eerst door Heer Bommel de klassiek geworden uitdrukking “Als je begrijpt wat ik bedoel” gebruikt. 

## Trivia
- Het Douwe Dabbert-stripverhaal De valse heelmeester uit 1977 lijkt qua plot veel op dit verhaal en heeft zoals de titel al aangeeft hetzelfde thema. Tekenaar Piet Wijn tekende ook veel Tom Poes-verhalen.
- Sinopel is een heraldieke aanduiding voor de kleur groen.

## Voetnoot/Bronnen
1. ↑  Tom Poes en de zieke Hertog | De Bommel schatkamer. www.heerbommel.info. Geraadpleegd op 27 september 2023.